# 마리아 페르난다 칸지두
마리아 페르난다 칸지두(Maria Fernanda Cândido, 1974년 5월 21일 ~ )는 브라질의 배우, 모델이다.

## 출연 작품
- 배신자 : 크리스티나 역